# Hom
za vrh (614 mnm) glej Hom (Bohor)
Hom je naselje v Občini Šentrupert.